# The Gnostic Preludes
Albums de Gnostic Trio
Mount Analogue
(2012) Nosferatu
(2012)
Sous-titré Music of Splendor, The Gnostic Preludes est un album de John Zorn inspiré par la musique de Debussy, le minimalisme et la tradition ésotérique, et joué par le Gnostic Trio dont c'est la première parution. Il se situe dans la lignée des précédents In Search of the Miraculous, The Goddess et At the Gates of Paradise par son inspiration mystique et le côté intimiste et mélodique de ses compositions.

## Titres
| No | Titre                            | Durée |
| -- | -------------------------------- | ----- |
| 1. | Prelude 1 : The Middle Pillar    | 6:39  |
| 2. | Prelude 2 : The Book Of Pleasure | 6:05  |
| 3. | Prelude 3 : Prelude Of Light     | 5:56  |
| 4. | Prelude 4 : Diatesseron          | 4:35  |
| 5. | Prelude 5 : Music Of The Spheres | 8:13  |
| 6. | Prelude 6 : Circumambulation     | 6:33  |
| 7. | Prelude 7 : Sign And Sigil       | 6:22  |
| 8. | Prelude 8 : The Invisibles       | 3:35  |

## Personnel
- Carol Emanuel - harpe
- Bill Frisell - guitare
- Kenny Wollesen - vibraphone, cloches